# Odradne (obwód doniecki)
Odradne (ukr. Одрадне) – osiedle na Ukrainie, w obwodzie donieckim, w rejonie wołnowaskim, w hromadzie Wełyka Nowosiłka. W 2001 liczyło 387 mieszkańców.